# Hermès (Unternehmen)
Hermès [ɛʀˈmɛs] bzw. die Hermès International SCA (Société en Commandite par Actions) ist ein französisches Familienunternehmen mit Firmensitz in Paris, das seine Ursprünge im Sattlerwesen und in der gehobenen Lederverarbeitung hat. Das heutzutage vorwiegend aus Luxus-Modeartikeln bestehende Sortiment, das über ein internationales Netzwerk von Hermès-Boutiquen weltweit angeboten wird, umfasst 14 verschiedene Produktbereiche: Lederwaren, Seiden- und Kaschmirschals, Krawatten, Prêt-à-porter, Parfüm, Uhren, Schuhe, Handschuhe, Schreibwaren, Emaille, Schmuck, Porzellan, Inneneinrichtung.

## Unternehmensgeschichte

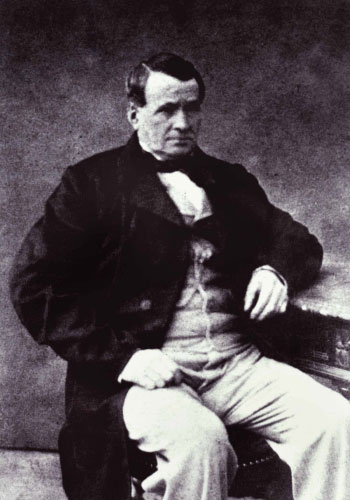
Firmengründer Thierry Hermès

Hermès wurde 1837 von Thierry Hermès (* 1801 in Krefeld; † 1878 in Neuilly) in Paris gegründet und befindet sich seither in Familienbesitz. Thierry Hermes (noch ohne Akzent) absolvierte in seinem Geburtsort Krefeld eine Sattlerlehre. Von 1794 bis 1814 war Krefeld wie das gesamte linksrheinische Gebiet von Frankreich annektiertes Territorium.
Nach seiner Heirat mit Christine Piérart, der in Düsseldorf geborenen Tochter eines wallonischen Tagelöhners und einer Kölnerin, zog Hermès 1828 nach Pont-Audemer, nordwestlich von Paris, der damaligen „Hauptstadt des Leders“, um sich in seinem Beruf als Sattler zu perfektionieren. 1837 eröffnete er in Paris sein erstes Geschäft nahe der Madeleine, wo er ein günstiges Ladenlokal in bester Lage mieten konnte. Es handelte sich um einen Betrieb, der hochwertiges Pferde-Geschirr und Zaumzeug sowie ab 1867 Sättel für Pferde herstellte, die bis heute im Angebot sind. In diesem Jahr (1867) bekam Hermès auch die erste Medaille bei der Pariser Weltausstellung. Da die Menschen zu dieser Zeit Pferdekutschen benutzten, war es in der wohlhabenden Schicht keine Seltenheit, mehrere, unterschiedliche Kutschen zu besitzen. Für diese Klientel bot das Haus Hermès hochwertige Ausrüstung wie Sättel und Pferdegeschirr sowie Zubehör im gehobenen Preissegment an.
Unter der Leitung von Thierrys Sohn, Charles-Émile Hermès (1835–1919), der die Firma nach dem Tod des Vaters im Jahr 1878 leitete, wurde das Sortiment ab Anfang der 1890er Jahre um hochpreisige Koffer und Ledertaschen erweitert, auch weil die Eisenbahn und das Auto mit der Zeit die Pferdekutschen von den Straßen verdrängten. Im Jahre 1880 – nach einer jahrelangen städtebaulichen Umgestaltung von Paris durch Georges-Eugène Haussmann – war das Unternehmen Hermès in die elegante Pariser Rue du Faubourg Saint-Honoré Nr. 24 gewechselt, seitdem der Stammsitz der Firma. Das Gebäude, das zunächst gemietet worden war, wurde später von Charles-Émiles Sohn Émile Maurice Hermès (1871–1951) gekauft. Auf einer Russlandreise wurde Hermès vom Zaren zum offiziellen Hoflieferanten ernannt. Handtaschen wurden erstmals ab den 1920er Jahren eingeführt. Die hervorragende handwerkliche Bearbeitung, die luxuriösen Materialien und ihre lange Haltbarkeit machten die Hermès-Produkte rasch in ganz Europa bekannt. Nach wie vor macht das Unternehmen seine größten Umsätze mit Lederwaren.

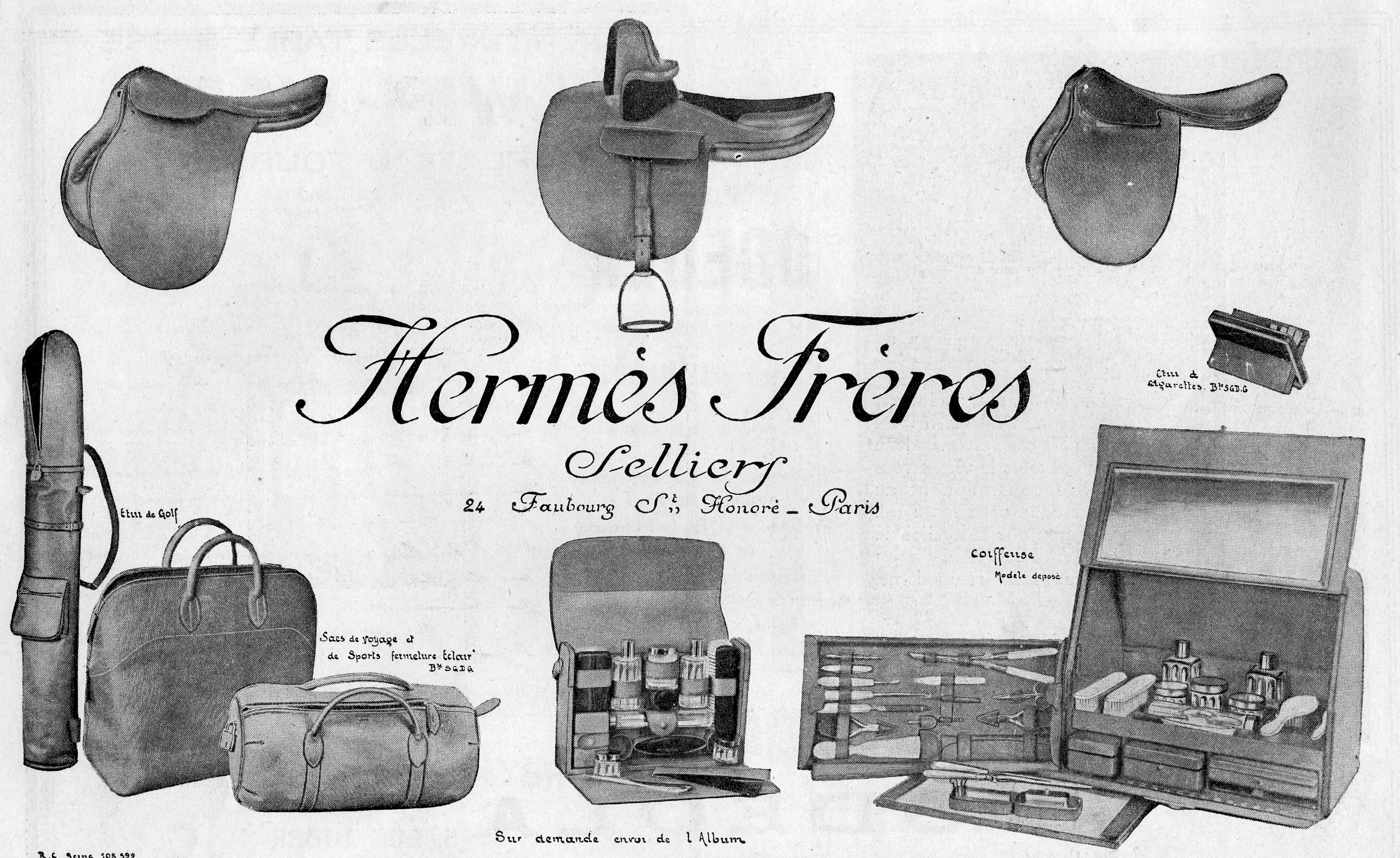
Hermès-Werbeplakat von 1923

Charles-Émile Hermès folgten Anfang des 20. Jahrhunderts seine Söhne Émile-Maurice und Adolphe als Geschäftsführer des Unternehmens. In dieser Zeit hieß das Unternehmen Hermès Frères (dt.: Gebrüder Hermès). Mit Robert Dumas-Hermès (1898–1978), Schwiegersohn von Émile-Maurice Hermès, stand ab 1951 erstmals ein eingeheiratetes Familienmitglied an der Spitze der Firma. 1978 übernahm Roberts Sohn Jean-Louis Dumas (1938–2010) die Leitung von Hermès. Von 2006 bis 2013 führte Patrick Thomas, ein Nichtfamilienmitglied und Hermès-Manager seit 1989, als CEO die Geschäfte des Hauses. Seit 2014 hat diese Position Axel Dumas, Urenkel von Émile Hermès und Mitglied der 6. Generation der Familie Hermès, inne. 2003 begann er bei Hermès als Auditor der Direction Financière d’Hermès International und wurde später Directeur Commercial France. 2006 wurde Axel Dumas zum Directeur Général des Hermès Schmuckbereichs ernannt. 2008 folgte die Ernennung zum Directeur Général des gesamten Hermès Lederwarenbereichs, bis er 2011 Directeur Général des Opérations wurde. 2022 nahm Axel Dumas mit ca. 86 Milliarden € (nur berufliches Vermögen) den zweiten Platz in der Liste der reichsten Franzosen ein. Nach Patrick Thomas ist ein Grund für den langanhaltenden Erfolg der Firma die protestantische Ethik der Gründerfamilie, die auch in der 6. Generation noch gepflegt wird. Geld ist wichtig für den Fortbestand der Firma, aber auch die Selbstverwirklichung der Mitarbeiter ist ein wichtiges Ziel.
Die typischen orangefarbenen Verpackungen (Kartonagen, Einkaufstaschen, Hutschachteln etc.) und das Logo einer vom Fahrgast selbst gesteuerten Pferdekutsche namens Le Duc wurden in den 1950er Jahren eingeführt. Das erste Parfüm von Hermès, Eau d’Hermès, wurde 1951 lanciert. Mit dem Klassiker Calèche für Damen wurde 1961 das Parfümgeschäft in eine Tochtergesellschaft übertragen. 1970 folgte der Herrenduft Equipage. Seither sind zahlreiche weitere Parfüms entstanden, für Damen, Herren oder Unisex. In den 1970er Jahren gingen die Umsätze des Hauses zurück. Hermès hatte das Image einer Marke für wohlhabende, ältere Damen. Dank des Einsatzes von Jean-Louis Dumas konnte das Unternehmen in den Folgejahren allerdings schwindende Umsätze in stark steigende Verkaufszahlen umwandeln. Dumas verjüngte u. a. die Kollektionen, stellte neue Designer an, brachte markante Werbekampagnen auf den Weg, band die Zulieferbetriebe stärker an Hermès, lancierte das Uhrengeschäft und forcierte den Ausbau des Boutiquen-Netzwerks. 1993 ging das Unternehmen Hermès an die Pariser Börse, wobei die Hermès-Familie 80 % der Anteile behielt.
Die Hermès-Gruppe hält unter anderem Beteiligungen an John Lobb (Schuh-Manufaktur, Frankreich), Cristalleries de Saint-Louis (Glas-Manufaktur, Frankreich), Puiforcat (Goldschmiede, Frankreich), Perrin & Fils (Stoffmanufaktur, Frankreich), Vaucher manufacture Fleurier (Uhrenmanufaktur, Schweiz), Natéber (Zifferblattfertigung, Frankreich) und Joseph Erard SA (Gehäusemanufaktur, Frankreich). 1976 hatte das Unternehmen die Zweigniederlassung des britischen Maß-Schuhmachers John Lobb in Paris übernommen und in Folge eigene John Lobb Filialen eröffnet, die bis heute – unabhängig von der Londoner John Lobb Zentrale – existieren.
Im Geschäftsjahr 2021 erzielte Hermès Erlöse von 8,982 Milliarden Euro. 2022 stellt bis dato das erfolgreichste Geschäftsjahr in der Hermès-Geschichte dar: mit einem Umsatz von 11,602 Milliarden Euro wurden ca. 3,4 Milliarden Euro verdient. Als Grund für das enorme Wachstum wurde eine gesteigerte Nachfrage nach Hermès-Produkten auf allen Märkten, besonders in den Vereinigten Staaten und China, genannt.
Neben Chanel ist Hermès der einzige Parfümanbieter, der eigene Parfümeure beschäftigt.

## Produkte

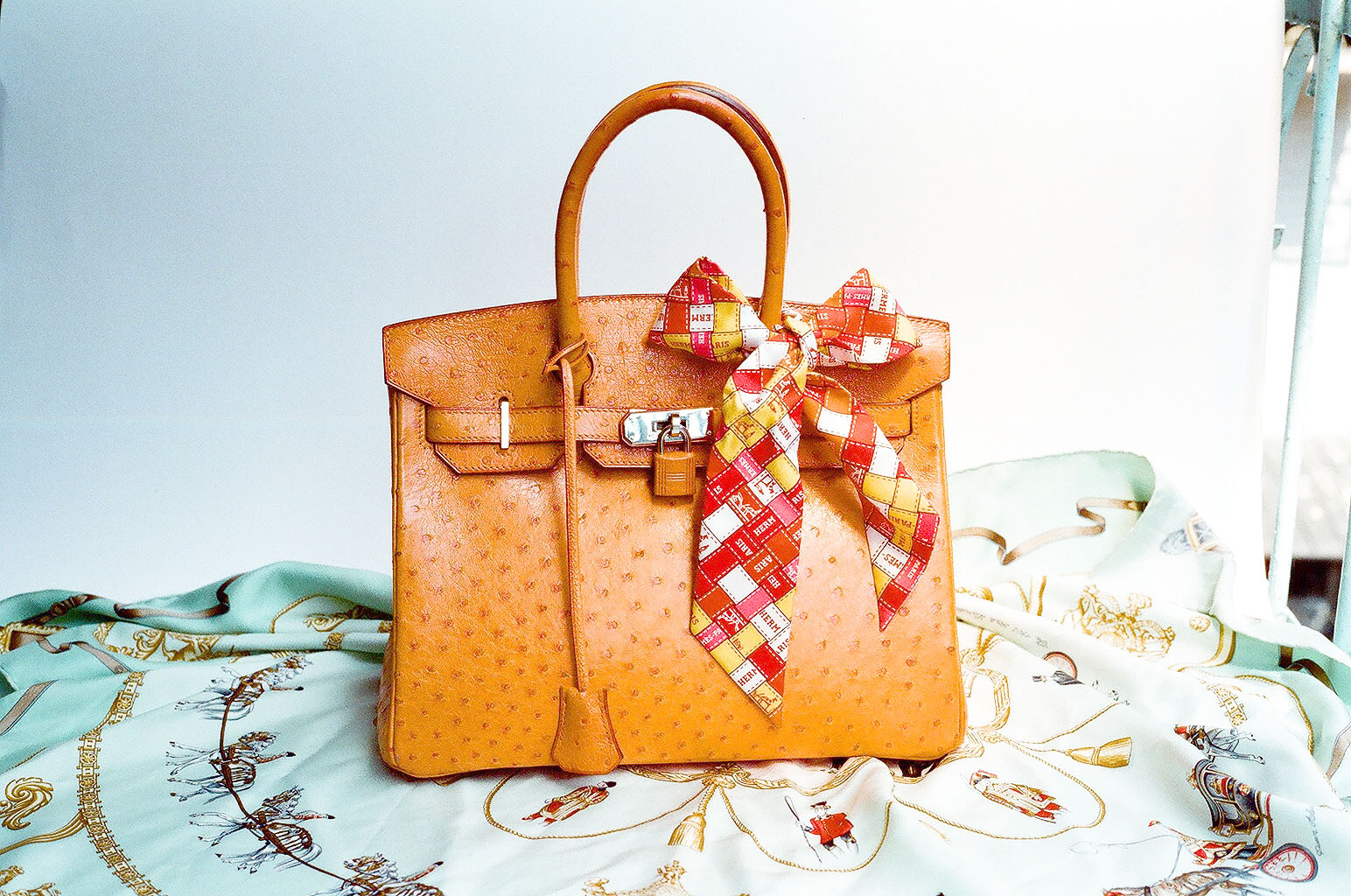
Birkin Bag aus Straußenleder auf Hermès-Seidentuch

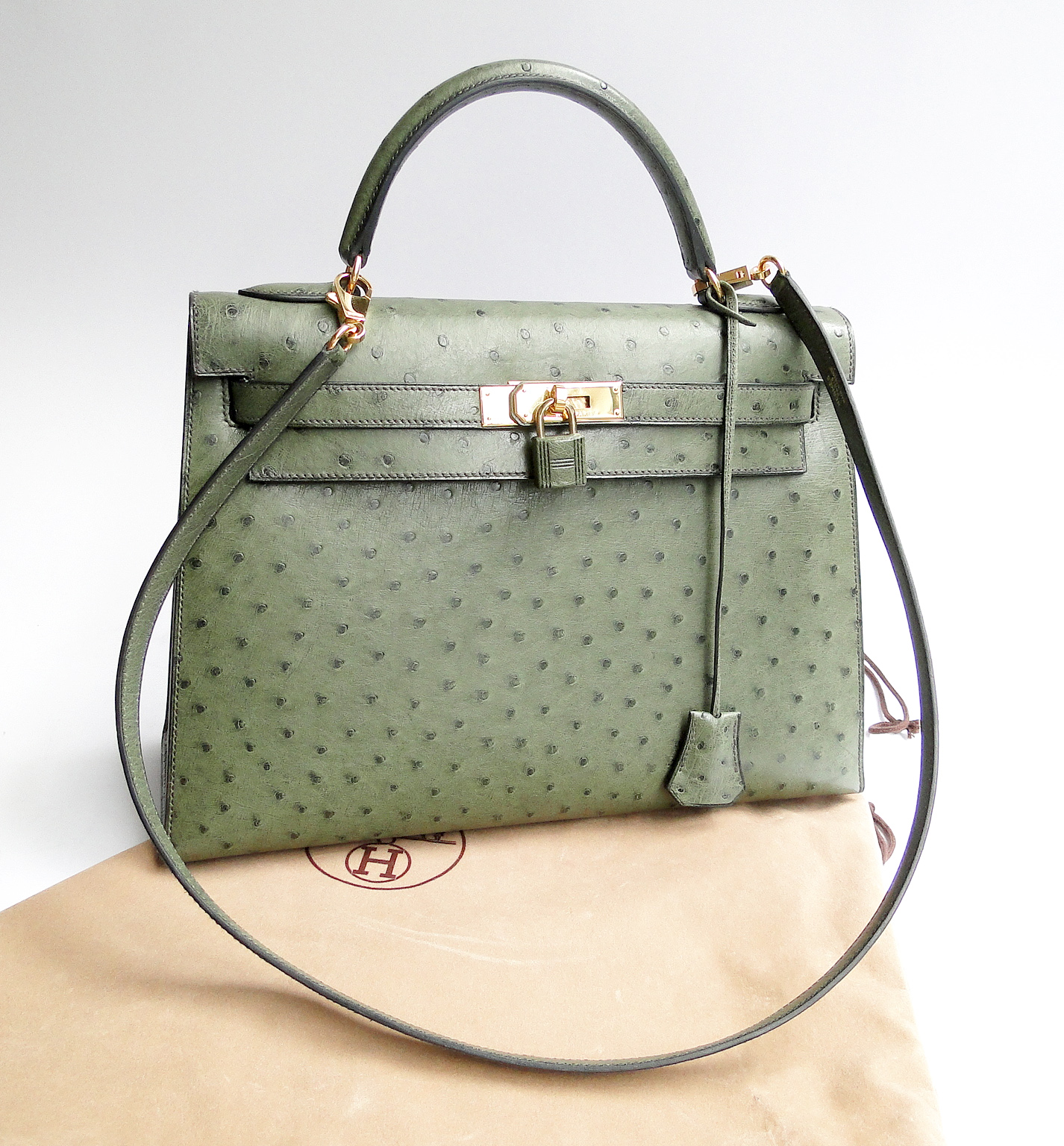
Kelly Bag

Die 1892 von Thierrys Enkel, Émile-Maurice Hermès, eingeführte Herren-Reisetasche nennt sich wegen ihrer langen Henkel Haut à Courroies, kurz HAC. Um die Jahrhundertwende erschien die erste Wolldecke von Hermès unter dem Namen Rocabar, und ab 1922 fertigte Hermès Ledergürtel, die bis heute bei bestimmten Modellen mit einem großen „H“ als Schließe versehen sind. Ende der 1920er Jahre kamen Lederbänder für Armbanduhren zum Sortiment hinzu, die in der Zusammenarbeit mit Jean N'colas entstanden waren. 1928 brachte Hermès die in Leder gefasste Ermeto-Taschenuhr in Zusammenarbeit mit dem Schweizer Uhrenhersteller Movado auf den Markt. Seither hat es weitere Modelle auch in Zusammenarbeit mit anderen Uhr-Herstellern von Hermès gegeben. Erst 1978 wurde mit der La Montre Hermès SA eine eigene Uhrenmanufaktur im schweizerischen Biel gegründet.
In den 1930er Jahren wurde eine von Robert Dumas konzipierte, zunächst wenig erfolgreiche Version der Herren-Reisetasche für Damen als Petit Sac Haut à Courroies eingeführt, die 1956 von der Fürstin Gracia Patricia von Monaco, besser bekannt als Grace Kelly, auf einem Titelbild von Life getragen wurde. Seither heißt das Modell Kelly Bag und gehört zu den bekanntesten Produkten des Unternehmens. Ein weiteres, sehr begehrtes Modell, ist die Birkin Bag von 1986. Sie ist benannt nach der Schauspielerin Jane Birkin, welche am Design der Tasche mitgearbeitet hatte, nachdem sie im Flugzeug zufällig neben Jean-Louis Dumas, damals Vorstandsvorsitzender von Hermès, gesessen hatte. Beide Taschen sind heute zwei der meistverkauften Modelle des Unternehmens, es gibt sie in verschiedenen Größen, Farben und Materialien und sie haben mit dazu beigetragen, dass Hermès heute zu den bedeutendsten Luxusmarken der Welt gezählt wird. Eine Hermès-Birkin kostet – je nach Ausführung – ab 5750 und bis zu 100.000 Euro. Sie wurde nach ihrer Präsenz in der Kultserie Sex and the City zu einem der begehrtesten Modeartikel der Welt. Die Wartezeit zum Erwerb beträgt mindestens 1 Jahr (2024).
Ebenfalls berühmt sind die handbedruckten Seidentücher mit Motiven, die sich häufig auf den Reitsport beziehen. Sie werden seit 1937 hergestellt und in Lyon produziert. Es existieren weit über tausend Motive des sogenannten Carré Hermès, in jedem Jahr kommen zwölf neue Tücher dazu. Ein Hermès-Seidenschal kostet – je nach Größe und Material – ab 155 Euro.
Seit Einführung des Eau d’Hermès im Jahr 1951 lanciert das Luxuslabel jährlich neue Parfümkollektionen und Schönheitspflegeserien. Nach dem klassischen Eau d’Hermès für Männer, konnten sich im Jahr 1961 auch erstmals Frauen mit dem Duft eines hochpreisigen Parfüms des Hauses Hermès umhüllen, dem Calèche. Für Herren sind bis zur Gegenwart Parfüms wie das Eau d’Hermès, Equipage, Bel Ami, Rocabar und Terre d’Hermès erschienen. Damenparfüms sind unter anderem das Jour d’Hermès, L’Ambre des Merveilles, Kelly Calèche, Calèche, 24 Faubourg und das Rouge Hermès.
In der beliebten japanischen Fernsehserie Train Man – Densha Otoko spielten Hermès-Tassen eine wichtige Rolle. Ab den 1980er Jahren war der Bereich Porzellan und Essgeschirr bei Hermès verstärkt ausgebaut worden.
Mitte der 2000er Jahre ließ sich Eric Clapton für 100.000 US-Dollar einen Martin-Gitarrenkoffer von Hermès aus feinstem Krokodilleder herstellen.
Am 31. Mai 2017 ging eine mattweiße „Himalaya“-Birkin-30-Handtasche der Marke für 253.700 Pfund (circa 295.000 Euro) an einen anonymen Bieter. Der Verkauf fand bei einer Auktion von Handtaschen und Accessoires von Christie’s in Hongkong statt. Die 2014 hergestellte Tasche enthält 176,3 Gramm 18-karätiges Weißgold und 10,23 Karat Diamanten.

## Modekollektionen

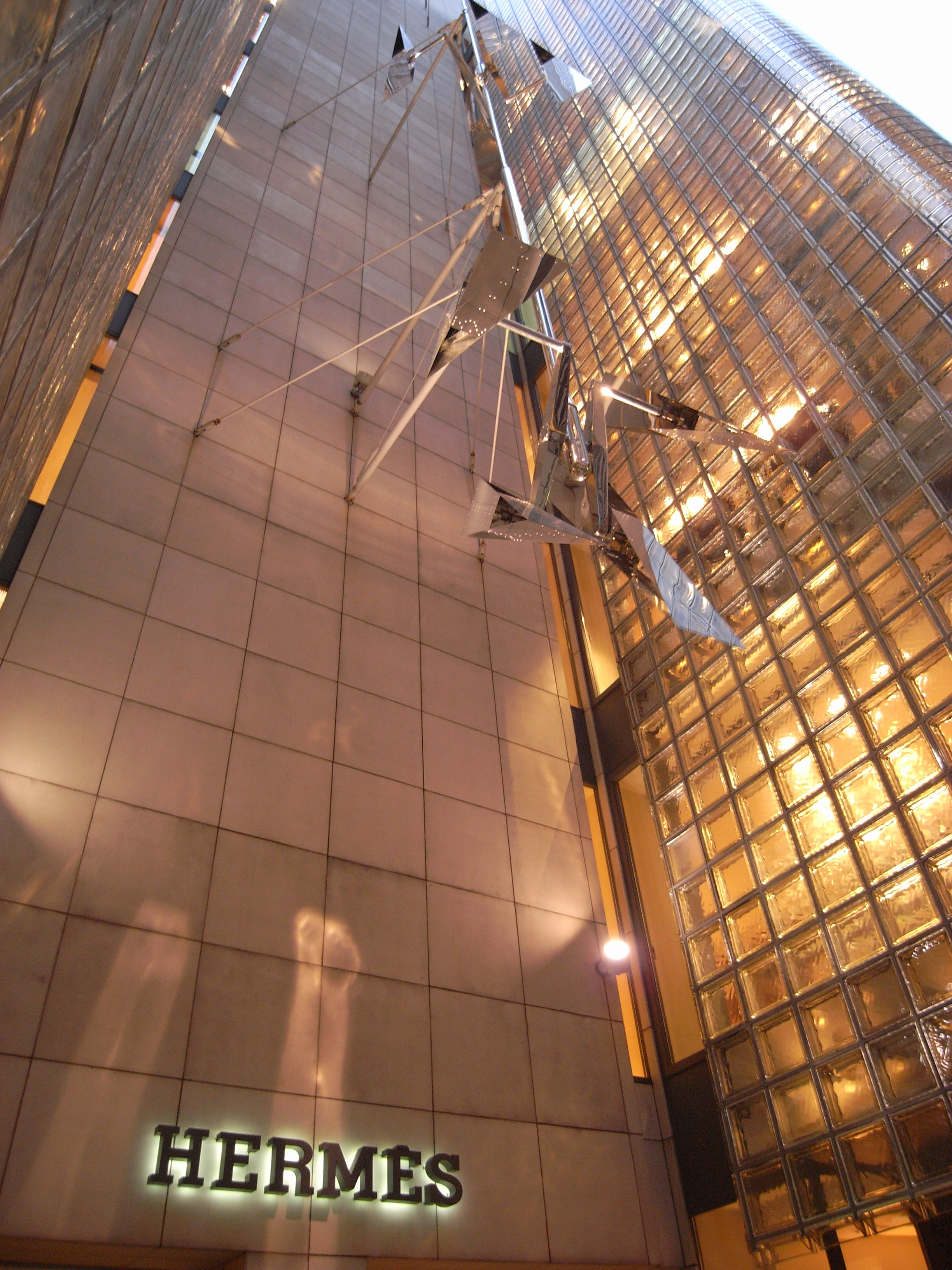
Von Renzo Piano gestaltete Hermès-Boutique in Tokio

Eine eigene Prêt-à-porter-Linie für Herren existiert seit 1976. Für die Damenmode kam Ende der 1980er Jahre ein Pendant dazu. Bereits ab Ende der 1920er Jahre hatte es Couture-Bekleidung von Hermès gegeben. 1972 waren erstmals Damenschuhe von Hermès auf den Markt gebracht worden. Herren-Schuhe gibt es seit 1997. Verantwortlich für die modernen Damenkollektionen war – unter der Leitung der Französin Claude Brouet, Ex-Chefredakteurin der französischen Marie Claire – von 1988 bis 1997 ein Design-Team, zu dem auch der spätere Bottega Veneta Designer Tomas Maier gehörte. 1997 wurde der belgische Avantgarde-Designer Martin Margiela Kreativchef der Hermès-Damenmode. 2004 übernahm der französische Designer Jean-Paul Gaultier, an dessen eigenem Unternehmen die Hermès-Gruppe auf Jean-Louis Dumas’ Initiative hin von 1999 bis 2011 zu letztendlich 45 Prozent beteiligt war, die Verantwortung für die Damenlinie. Ab der Kollektion für Herbst/Winter 2011 übernahm der ehemalige Lacoste-Designer Christophe Lemaire die Leitung der Damenkollektion. 2014 trat er zurück und übergab der Französin Nadège Vanhee-Cybulski, einer ehemaligen Margiela- und Céline-Designerin sowie bisherigen Kreativdirektorin des Modelabels The Row der Olsen-Zwillinge, seine Position. Die ebenso hochpreisige Herrenkollektion wird seit 1988 von Véronique Nichanian, einer ehemaligen Designerin für Nino Cerruti, entworfen.

## Boutiquen

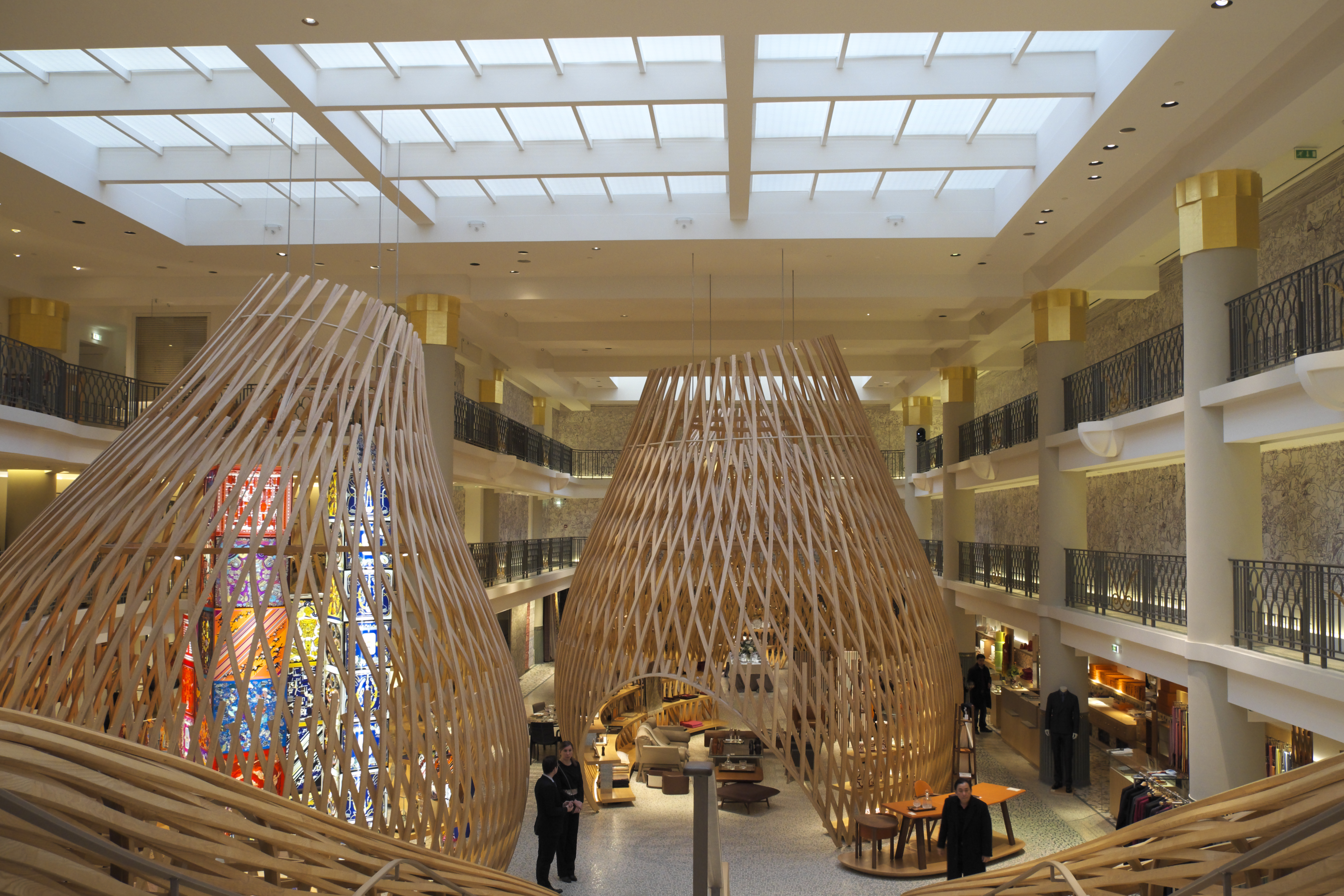
Hermès-Boutique im ehemaligen Piscine Lutetia im 6. Arrondissement in Paris

Hermès-Produkte sind ausschließlich in Hermès-Boutiquen, Hermès-Verkaufsflächen in gehobenen Kaufhäusern, dem firmeneigenen Onlineshop oder autorisierten Fachgeschäften erhältlich. Weltweit gibt es – zum Teil auch als Shop-in-Shop in renommierten Kaufhäusern – ungefähr 315 Hermès-Boutiquen, darunter allein sechzehn in Deutschland (mit drei Duty-free-Shops an deutschen Flughäfen), zwei in Österreich und neun in der Schweiz.

## LVMH
Am 23. Oktober 2010 gab die französische LVMH Group bekannt, dass sie sich durch Aktienkäufe mit einem Anteil von 14,2 Prozent an der Hermès International beteiligt habe, welcher in der Folge auf 17,1 Prozent aufgestockt wurde. Ende Dezember 2010 war LVMH nach eigenen Angaben bereits im Besitz eines Aktienanteils von über 20 Prozent und damit neben den Erben der Familie Hermès Hauptaktionär. Die Eignerfamilie Hermès, welche knapp drei Viertel der Aktienanteile am Unternehmen hält und den Einstieg von LVMH als eine versuchte feindliche Übernahme betrachtete, hatte LVMH-Chef Bernard Arnault öffentlich aufgefordert, sich zurückzuziehen.
Anfang Januar 2011 erlaubte die französische Börsenaufsicht AMF der Hermès-Erbenfamilie, ihre Anteile von insgesamt 73 Prozent in eine Familien-Holding einzubringen, ohne – wie normalerweise nötig – ein öffentliches Übernahmeangebot für die ausstehenden Aktien machen zu müssen. Die Holding mit Namen H51 wurde Ende 2011 gegründet. In ihr ist für die Dauer von vorläufig 20 Jahren mit 50,2 Prozent die Mehrheit des Aktienkapitals von Hermès, das 52 Familienmitgliedern gehört, gegen eine Unternehmensübernahme durch Dritte geschützt. Hermès ließ verlauten, dass dies geschehe, um „die Kultur von Hermès dauerhaft zu sichern“.
Der Anteil von LVMH an Hermès lag Ende 2011 bei 22,28 Prozent. Im Juli 2013 verurteilte die französischen Börsenaufsicht das Unternehmen LVMH, das sich vor 2010 erworbene Wandelanleihen statt in Bargeld in Hermès-Aktien hatte auszahlen lassen, für die Missachtung von Regeln der AMF zu 8 Millionen Euro. Im Herbst 2014 gab LVMH bekannt, dass der knapp 23-prozentige Hermès-Anteil mit einem Gewinn von 2,4 Milliarden Euro an die eigenen Aktionäre abgestoßen werde. 8,5 % der Hermès-Anteile bleiben im Besitz von Groupe Arnault, Bernard Arnaults Privatholding.